# Februar 1978
Portal Geschichte | Portal Biografien | Aktuelle Ereignisse | Jahreskalender | Tagesartikel

◄ |
19. Jahrhundert |
20. Jahrhundert
| 21. Jahrhundert

◄ |
1940er |
1950er |
1960er |
1970er
| 1980er | 1990er | 2000er | ►

◄ |
1974 |
1975 |
1976 |
1977 |
1978
| 1979 | 1980 | 1981 | 1982 | ►

◄ |
November 1977 |
Dezember 1977 |
Januar 1978 |
Februar 1978 |
März 1978 |
April 1978 |
Mai 1978 |
►
Dieser Artikel behandelt aktuelle Nachrichten und Ereignisse im Februar 1978.

## Tagesgeschehen

### Mittwoch, 1. Februar 1978
- London/Vereinigtes Königreich: „Wir rufen die Öffentlichkeit auf, sich für die Freilassung Rudolf Bahros einzusetzen“, plädieren u. a. die westdeutschen Schriftsteller Heinrich Böll und Günter Grass in einem Leserbrief in der Zeitung The Times. Bahro kam in dem 1977 veröffentlichten Buch Die Alternative – Zur Kritik des real existierenden Sozialismus zu dem Schluss, dass die in seinem Heimatland DDR regierende SED eine neue „Klassengesellschaft“ hervorgebracht habe. Er verbüßt seine Strafe in der Haftanstalt Bautzen II.[1]
- Los Angeles/Vereinigte Staaten: Der französisch-polnische Filmregisseur Roman Polanski, der im März 1977 Sex mit einer Minderjährigen hatte und zu einem Aufenthalt in einer psychiatrischen Einrichtung verurteilt wurde, setzt sich aus den Vereinigten Staaten nach England ab, nachdem der zuständige Richter Laurence J. Rittenband eine längere Inhaftierung Polanskis andeutete. Dessen Anwälte gingen bisher von einer Bewährungszeit für den Täter aus.[2]

### Donnerstag, 2. Februar 1978
- Vaduz/Liechtenstein: Bei den Landtagswahlen erringt die sozial-konservative Vaterländische Union (VU) trotz eines geringeren Anteils an den Parteistimmen ein Mandat mehr als die christlich-konservative Fortschrittliche Bürgerpartei (FBPL) und kann die Regierung bilden.[3]

### Sonntag, 5. Februar 1978
- Brøndby/Dänemark: Deutschland wird zum zweiten Mal Weltmeister im Handball durch einen 20:19-Sieg im Finale der 9. Männer-WM gegen die Sowjetunion.[4]
- N'Djamena/Tschad: In dem Subsahara-Staat tritt die Mitte Januar ausgehandelte Waffenruhe zwischen den aus dem muslimisch geprägten und von Libyen beanspruchten Norden stammenden bewaffneten Kämpfern um den ehemaligen Verteidigungsminister Hissène Habré einerseits sowie den regierungstreuen und pro-libyschen Streitkräften des Tschad andererseits in Kraft.[5]

### Mittwoch, 15. Februar 1978

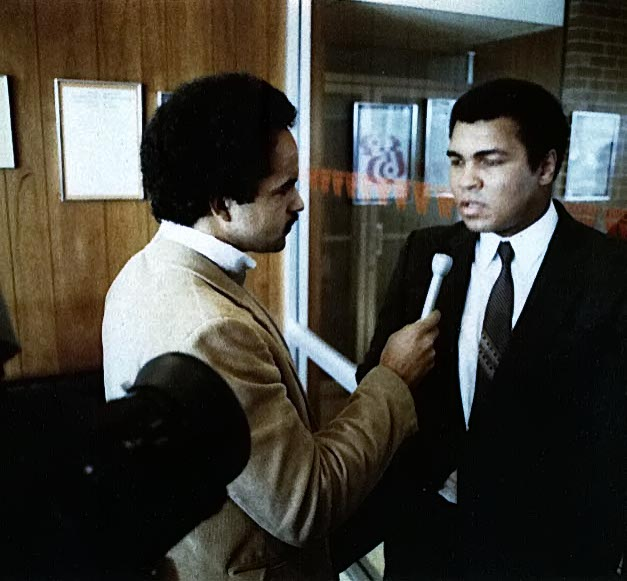
Muhammad Ali (rechts)

- Las Vegas/Vereinigte Staaten: Der amerikanische Boxer Leon Spinks besiegt seinen hoch favorisierten Landsmann Muhammad Ali nach Punkturteil und vereint auf seine Person die Weltmeistertitel im Schwergewicht der Verbände WBA und WBC.[6]

### Donnerstag, 16. Februar 1978

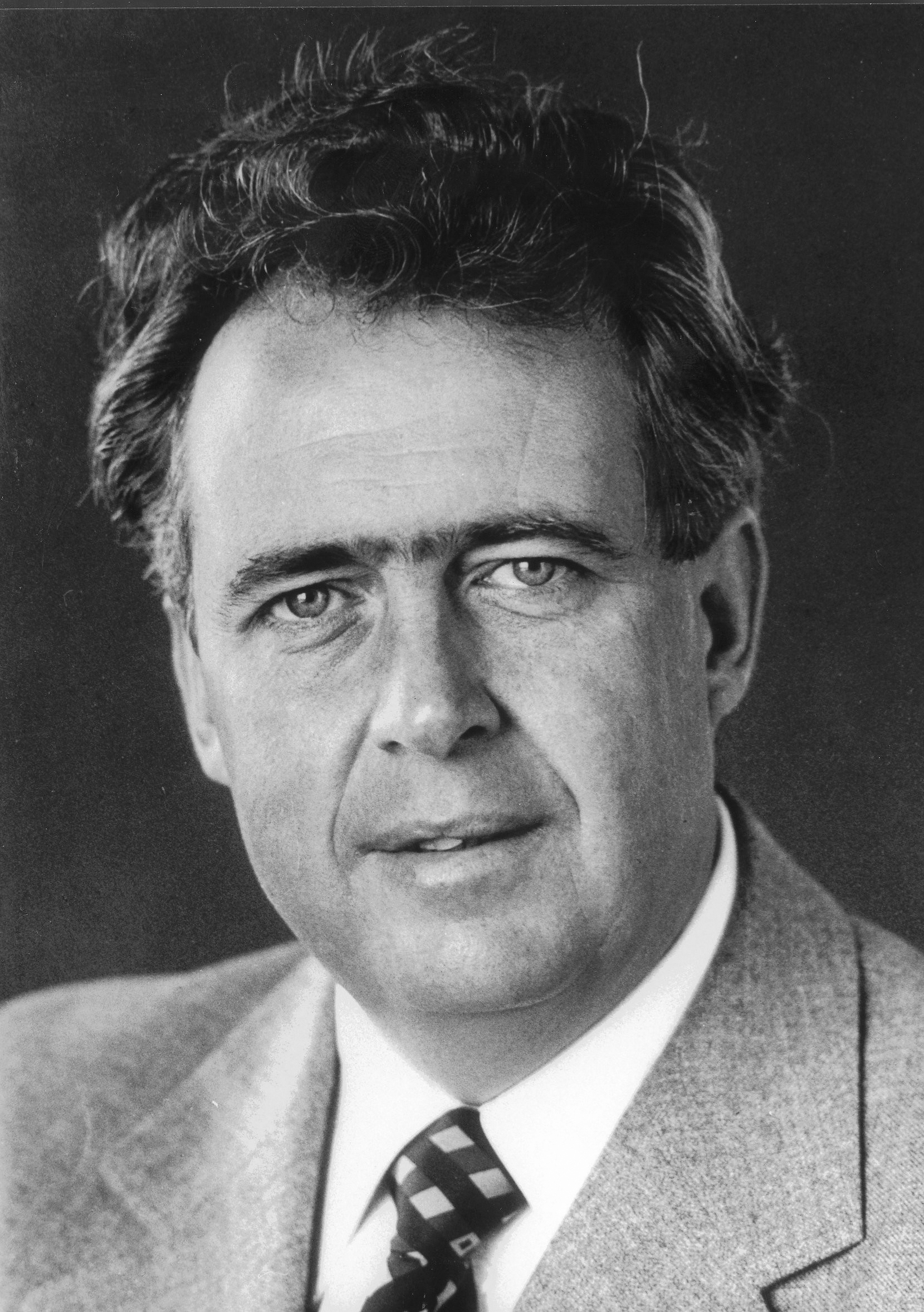
Hans Apel

- Bonn/Deutschland: Der Bundesminister der Verteidigung Georg Leber (SPD) tritt von seinem Amt zurück, nachdem bekannt wurde, dass er die Öffentlichkeit nicht über Abhörmaßnahmen des Bundesamts für den Militärischen Abschirmdienst gegen seine Sekretärin informierte. Der Bundesminister der Finanzen Hans Apel (SPD) wird neuer Bundesminister der Verteidigung, der Bundesminister für Forschung und Technologie Hans Matthöfer (SPD) wird neuer Bundesminister der Finanzen und Staatssekretär Volker Hauff (SPD) wird neuer Bundesminister für Forschung und Technologie.[7]

### Samstag, 18. Februar 1978
- O'ahu/Vereinigte Staaten: Auf Hawaii wird zur Klärung der Frage, ob Schwimmer, Läufer oder andere Athleten die ausdauerndsten Sportler sind, die Veranstaltung „Ironman“ ausgetragen, um den „eisernen Mann“ zu finden. 15 Teilnehmer gehen an den Start. Nach einer Stunde 20 Minuten 40 Sekunden Schwimmen, 6 Stunden 56 Minuten Radfahren und 3 Stunden 30 Minuten Laufen erreicht der Amerikaner Gordon Haller als erster das Verkehrsschild, das als Zielmarke dient.[8]

### Mittwoch, 22. Februar 1978
- Berlin/Deutschland: Mit dem Film Opening Night des Regisseurs John Cassavetes beginnen die 28. Internationalen Filmfestspiele Berlin.[9]

### Donnerstag, 23. Februar 1978
- Los Angeles/Vereinigte Staaten: Bei den 20. Grammy Awards wird die eigentlich Kalifornien-kritisch gemeinte Hymne aller Anhänger des kalifornischen Lebensgefühls – Hotel California von der Band The Eagles – als Single des Jahres 1977 ausgezeichnet. Die Band nimmt die Auszeichnung nicht an.[10]

### Freitag, 24. Februar 1978

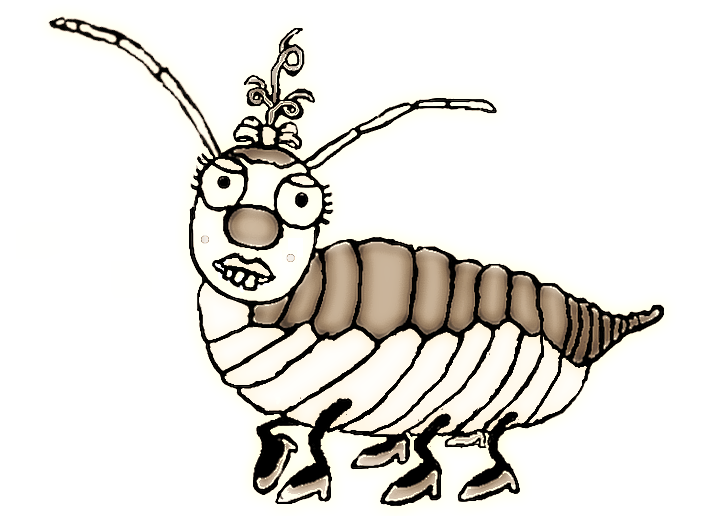
Steinlaus-Weibchen, vorgestellt in einer Fernsehsendung von Vicco von Bülow

- Berlin/Deutschland: Der Humorist Vicco von Bülow und die Schauspielerin Evelyn Hamann werden mit der Goldenen Kamera ausgezeichnet.[11]

### Samstag, 25. Februar 1978
- Biel/Schweiz: Der EHC Biel wird in der Saison 1977/78 durch einen 4:1-Sieg gegen den EHC Kloten zum ersten Mal Schweizer Meister im Eishockey.[12]

### Sonntag, 26. Februar 1978

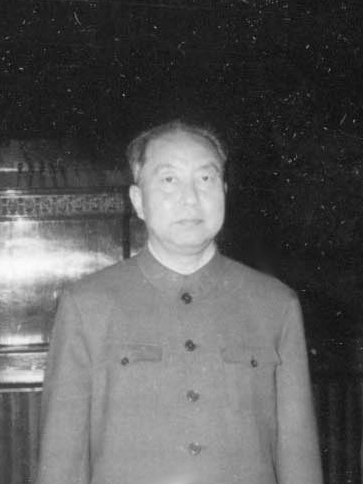
Hua Guofeng

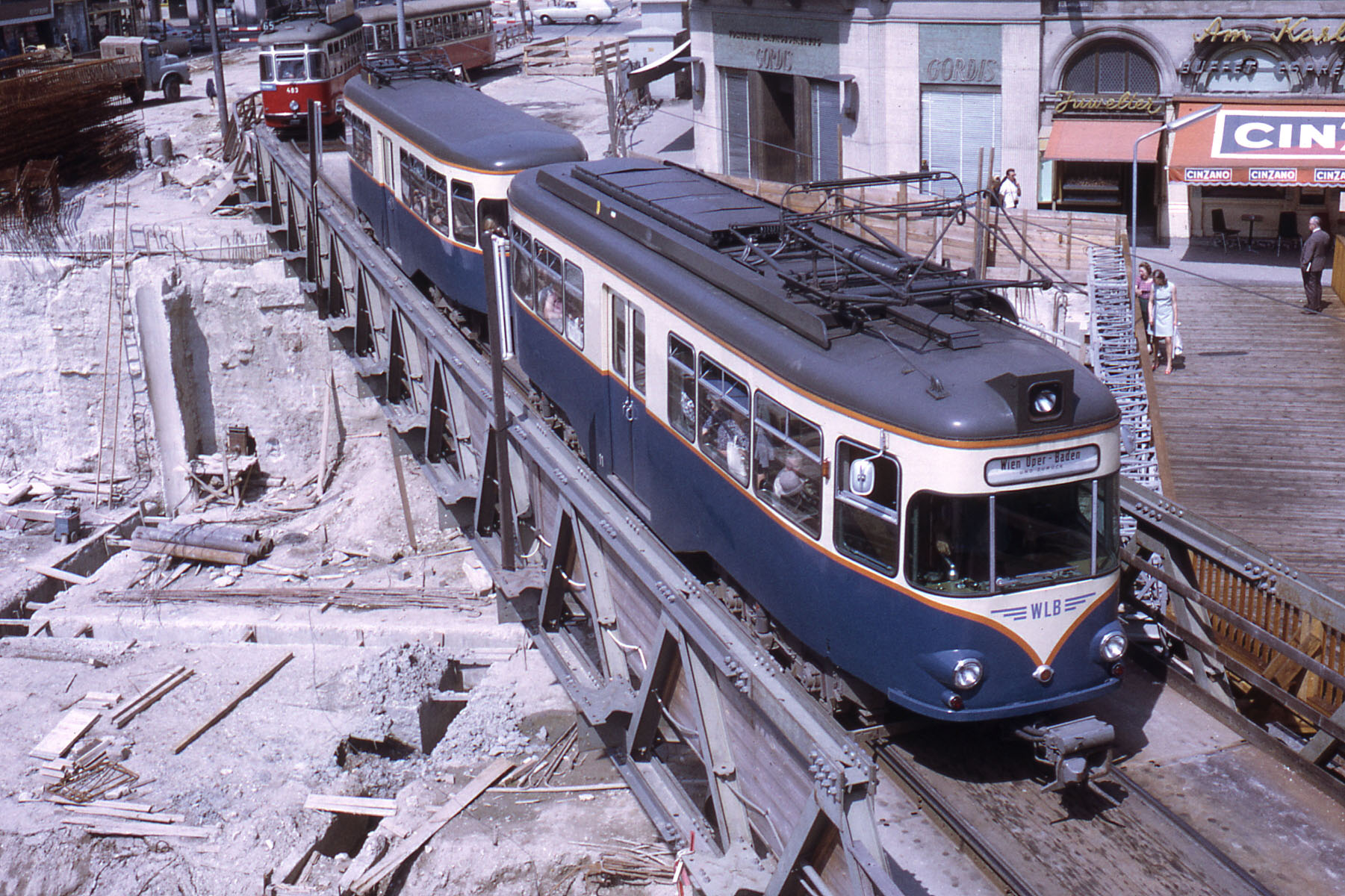
Die Station Wien-Karlsplatz während des Umbaus (1977)

- Dakar/Senegal: Die Wahl zur Nationalversammlung bestätigt die Sozialistische Partei als stärkste politische Kraft des Landes, rund 81,8 % der Wähler stimmen für die Partei, aus deren Reihen auch Präsident Léopold Senghor kommt.[13]
- Peking/China: Der Nationale Volkskongress bestätigt den Parteiführer der Kommunistischen Partei Chinas Hua Guofeng als Ministerpräsidenten der Volksrepublik. Guofeng bekräftigt sein Bekenntnis zu der 1964 vor dem Volkskongress verlautbarten Politik der Vier Modernisierungen. Diese betreffen die Bereiche Industrie, Landwirtschaft, Verteidigung sowie Wissenschaft und Technik.[14]
- Wien/Österreich: Mit dem „Volksfest rund um die U1“ wird die erste neugebaute Strecke der U-Bahn Wien eröffnet. Sie führt vom Reumannplatz im Bezirk Favoriten zum Karlsplatz in der Inneren Stadt. Auf der Strecke der U4, einer umgebauten Trasse der Straßenbahn, läuft der U-Bahn-Verkehr schon seit Mai 1976.[15]

## Weblinks

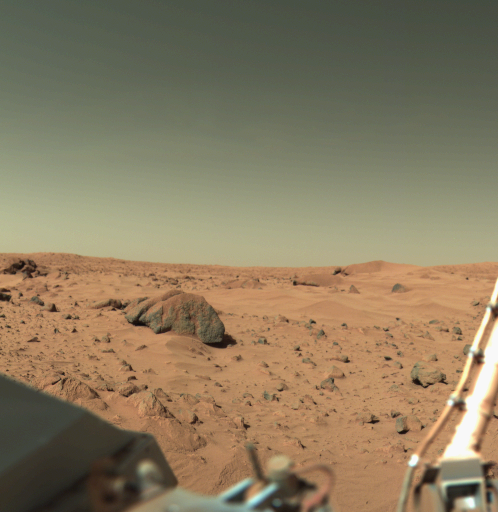
Der Mars im Februar 1978

### Montag, 27. Februar 1978
- Berlin, Bonn/Deutschland: Eine Jury des Umweltbundesamts und des Deutschen Instituts für Gütesicherung wird an dafür geeignete Konsumgüterhersteller künftig das Recht vergeben, auf ihren Produkten das Umweltzeichen Blauer Engel zu platzieren, um potenziellen Käufern der Ware anzuzeigen, dass diese besonderen Umweltstandards genügt.[16]